# Paolo Tornaghi
Paolo Tornaghi (Garbagnate Milanese, 21 de junho de 1988) é um futebolista italiano que atua como goleiro. Atualmente, joga pela Internazionale.

## Títulos
Internazionale
- Supercopa da Itália: 2010
- Mundial de Clubes FIFA: 2010
- Coppa Italia: 2010-11